# Jean Thiercelin
 (novembre 2022).
Si vous disposez d'ouvrages ou d'articles de référence ou si vous connaissez des sites web de qualité traitant du thème abordé ici, merci de compléter l'article en donnant les références utiles à sa vérifiabilité et en les liant à la section « Notes et références ».
Pour les articles homonymes, voir Thiercelin.
Jean Thiercelin, né à Paris le 2 janvier 1927 et mort à Pertuis (Vaucluse) le 29 avril 1999, est un poète, peintre et dessinateur surréaliste français.

## Biographie
Jean Thiercelin a vécu son enfance et son adolescence à Paris, ainsi qu'à Aubergenville et Royan.
Survient la guerre, l'occupation et la destruction de Royan. La famille se fixe à Paris et, bien que très jeune, Jean s'engage dans la Résistance, servant d'agent de liaison aux maquisards qui luttent clandestinement contre l'occupant. Il est arrêté le 14 avril 1944 et conduit à la prison de la Santé où il demeurera de longs mois. Il n'en sortira qu'à l'aube de la Libération de Paris. Un tel séjour en prison le marque de manière indélébile et fera de lui un rebelle à toute contrainte et un combattant passionné contre l'oppression et l'injustice sociale. Il voyage après la guerre, en Allemagne et en Bretagne et dans le sud de la France.
Puis Thiercelin participe brièvement aux activités du mouvement surréaliste de Breton, notamment, en 1959-1960, à l'exposition internationale E.R.O.S à Paris, Galerie Cordier, ainsi que plus longuement à celles du mouvement et de la revue Phases d'Edouard Jaguer, excellente publication d'avant-garde où il publie régulièrement des poèmes.
Ayant séjourné dans un moulin en Corse, avec sa première épouse Nanouche, dont il a eu une fille, il en relate l'histoire dans le récit impétueux comme le torrent du même nom Description pour Bevinco. Séduit par la Provence, il y fréquente assidûment le phalanstère québécois de Château Noir : les peintres et poètes Roland Giguère et Denise Giguère, Léon Bellefleur, Marcelle Ferron, Jean Benoît et Mimi Parent. Là, il se lie également d'amitié avec Aube et Yves Elléouët. 
Après un bref retour à Paris où il retrouve Breton et les réunions quotidiennes à La Promenade de Vénus, il choisit en 1968, de vivre définitivement à Cadenet, en Provence, avec son épouse Raquel, fille de Républicains espagnols exilés et leur fils, dans une antique bâtisse à l'allure de forteresse, auprès de ses plus proches amis, principalement le poète Claude Tarnaud, le peintre bruxellois Jacques Lacomblez, Julio Cortazar.
Durablement compagnon de route des surréalistes, Thiercelin a cependant refusé l'embrigadement, toujours revendiqué son indépendance, la liberté de fréquenter également tel ou tel, dissident ou autre, ainsi le critique Charles Estienne et ses amis, ou le groupe de la revue Ailleurs qui publiera également des poèmes de Jean Malrieu ou des textes critiques fondateurs de Godo Iommi, "l'Errant", sous la houlette de cet autre argentin, Carmelo Arden-Quin.
Militant avéré, il sera parmi les premiers signataires du Manifeste des 121 pour le droit à l'insoumission et luttera ardemment en faveur de la paix en Algérie.
S'étant délibérément éloigné des lieux de décision culturelle, des coteries et des cénacles, c'est à Serre, au pied du Luberon, que Jean Thiercelin, va désormais poursuivre sa double démarche, picturale et poétique, en marge, mais aux alentours des courants et des groupes, solitaire, mais avec force clins d'œil, de parallèles et de rencontres, fulgurances dans un crépitement inouï de correspondances avec ses amis les plus proches, déjà cités, mais aussi avec de plus lointains, reconnus à la faveur de voyages au Québec et en Amérique latine, au Tibet et en Afrique... lieux qui le bouleversent et qui ont fortement marqué tant sa peinture que son écriture.
Il a donné un cycle de conférences sur Gauguin qu'il admirait en Amérique latine en 1970 (Panama, Lima, Cuzco) et au Québec, à l'Université de Laval, en 1972.
Proche du Québec ou il publie un recueil (1974), participe aux revues et expose (1977), c'était un ami des poètes Gaston Miron et Michaël La Chance qui lui rendaient visite à Serre.
Rebelle à l'instar de Rimbaud, sa poésie, proche d'un Gracq, est celle d'un tourmenté qui passa sa vie à chercher le « lieu authentique », ce Graal du sens premier, du cri primitif. Son écriture est abyssale, profondément hantée par la nature et ses éléments : langue souveraine, rocailles en voûtes de coquillages, galets sculptés par les remous véhéments de ses eaux souterraines.
Ses dessins sont des improvisations non figuratives en noir et blanc d'une prodigieuse puissance et sa peinture figurative est, elle, fortement influencée par Gauguin et les arts mythiques et premiers.
Sa poésie, ses dessins sont l'expression d'une extrême et rarissime liberté, soufflant comme un sirocco porteur d'air chaud mêlé à cette lente affabulation d'un sable saharien, une « écriture » intemporelle et d'une sensualité intempérante, « au bord du gouffre » où toujours Jean Thiercelin s'est promené comme un funambule.

## Citation de l'auteur
"Je n'ai jamais pu emmagasiner cinq minutes sans avoir envie d'écrire. Ecrire, cette sourde, lancinante chose (je ne puis dire autrement) qui se balance sur son orbite et brusquement s'élance. Il n'y a rien à dire et tout est mouvement. Comment s'arrêter, piétiner, s'allonger, s'endormir. Je ne dors pas, je ne vis pas, je ne meurs pas, je suis ce mouvement, ce tournoiement, cette conscience inquiète et furieuse de l'écriture qui cherche au malgré tout à percer, à s'unir, à tenir à contre-courant et remonter jusqu'à la plus profonde violence des yeux que l'on n'a eu encore le temps de crever

et

qui sont là, ténus, ténus, fixés sur le carreau d'ombre auquel nous ne pouvons échapper

sans cris, sans brûlures, sans effusion de sang et que la luxure même ne peut transgresser

car il faut dans une telle condition se contenter d'être ce morceau de chair en érection, pointé comme un dieu démoniaque vers le seul être qui soit et qui contient sa mort comme une chose abandonnée : soi.

Je creuse en semblable silence des sillons parallèles au creux desquels je déploie la grande frondaison pour que décroisse et s'enfonce la pâmoison insolente et désuète qui s'appelle vivre et que se retourne encore une fois pour toutes la main et recouvre dun seul coup largement plaqué ce don convulsif nommé univers

alors que

grouillent les grenouilles dans les mares à blé

et que rougit un ciel d'été carmin

plaqué sur une mer bretonne

en dentelles d'écume crevées de gros cailloux."

Paris, 15 mars 1964

## Publications
- Sept Lettres pour mes amis, poèmes ; éd. L'Empreinte et la Nuit, Aix-en-Provence, 1966
- Don Felipe, récit, (version espagnole, traduction de Raquel Mejias) éd. Jucar, Madrid, 1974 (avant-propos de Julio Cortazar)
- Demeures du passe vent, poèmes ; éd. l'Hexagone, Montréal, 1974 (illustrations de Léon Bellefleur)
- Trois dires pour un pays, poèmes : éd. L'Empreinte et la Nuit, Bruxelles, 1978 (illustrations de Jacques Lacomblez)
- Description pour Bevinco, récit ; éd. L'Empreinte et la Nuit, Aix-en-Provence, 1981 (Liminales de Claude Tarnaud, illustration d'Henriette de Champrel)
- Journal d'Œdipe, récit ; éd. Xamal, Saint-Louis du Sénégal, 1986
- sous le pseudonyme de Tsering Rimpoché, Poèmes ; éd. Xamal, Saint-Louis du Sénégal, 1986
- Poèmes pour Marie Carlier, in catalogue de l'exposition Marie Carlier, Fondation Goyens de Heusch pour l'art belge contemporain, Bruxelles, 1986
- Don Felipe, récit ; éd. Quadri, Bruxelles, 1999 (préface de Jacques Lacomblez, avant-propos de Julio Cortazar, illustrations de Michel Olyff)

## Participation à des revues
Phases (Paris); Ailleurs (Paris) ; Edda (Bruxelles) ; Documento Sud (Naples) ; Lluc (Palma de Majorque) + ill. de couv.; Cuadernos Hispanoamericanos (Madrid)+ ill. de couv. 4 n°: texte Empecé a escribirte, Julio (J'ai commencé à t'écrire, Julio), in Hommage à Julio Cortazar ; Liberté (Montréal) + ill. de couv. ; Les Hommes sans épaules no 28, second trimestre 2009, Librairie Galerie Racine (Paris)

## Principales expositions
- Galerie Connaître, Paris, 1965 & 1966
- Maison Van Gogh, Auvers-sur-Oise, 1965, 1966, 1976 (préfaces d'Yvonne Caroutch & Jacques Lacomblez)
- Alliance française : Panama & Lima (Pérou), 1970
- Galerie Saint-Laurent, Bruxelles, 1972
- La Boutique Solaire, Montréal, 1974 (préface de Roland Giguère)
- Galerie La Luberonne, La tour d’Aigues, Vaucluse, France, 1976
- Galerie Les Deux B, Saint-Antoine sur Richelieu, Québec, 1977
- Galerie La Condition solaire, Aix-en-Provence, 1989
- Musée d'Art et d'Histoire de St-Brieuc, Côtes d'Armor - Bretagne : Phases à l'ouest (expo. coll.), 2008